# مجتمع الأرض المسطحة

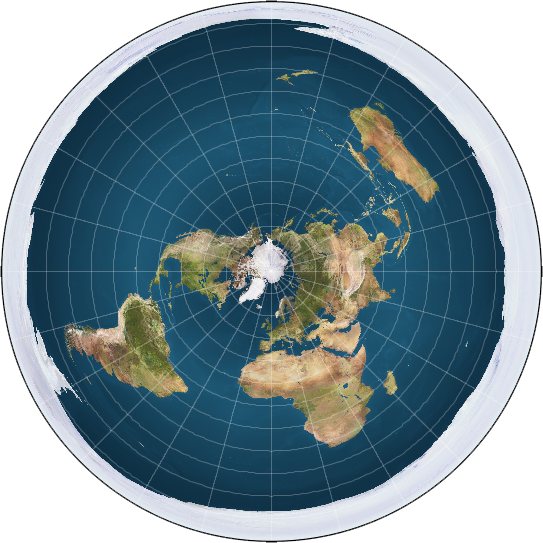
اختيرت إسقاطات متساوية البعد على سطح الأرض مثل هذه الصورة كصور لنموذج الأرض المسطحة الذي يصور أنتاركتيكا كجدار جليدي يحيط بالأرض على شكل قرص.

نموذج علمي حديث لدوران الأرض، يظهر كوكب الأرض ككرة

مجتمعات الأرض المسطحة الحديثة (Modern flat Earth societies) تتكون من الأفراد الذين يروجون لفكرة أن الأرض مسطحة وليست كروية. ويعود تاريخ هذه المجموعات إلى منتصف القرن العشرين. بعض أتباعها غالباً ما تكون لديهم دوافع من قبيل العلوم الزائفة أو الفهم الحرفي للدين. في العصر الحديث، ساهمت وسائل الاعلام الاجتماعية، في نشر فرضية الأرض المسطحة وتبناها بشكل متزايد العديد من الأفراد غير المنتسبين لمجموعات أكبر، وللكثير منها أعضاء في جميع أنحاء العالم.

## السياق التاريخي
نشأت فرضيات الأرض المسطحة الحديثة مع الكاتب الإنجليزي صمويل روبوثام (1816-1884). واستنادا إلى الاستنتاجات المستمدة من تجربة انبساط الأرض في بدفورد، نشر روبوثام كتيب علم الفلك زيتيتيك. توسع في وقت لاحق إلى كتاب الأرض ليست كروية، واقترح على أن الأرض عبارة عن قرص مسطح مركزه في القطب الشمالي ويحيط به على طول الحافة الجنوبية جدار من الجليد، هو القارة القطبية الجنوبية. وقال روبوثام أيضا أن الشمس والقمر يقعان على ارتفاع 4800 كم (3000 ميل) فوق الأرض وأن «الفضاء» يقع على ارتفاع 5,000 كم (3100 ميل) فوق الأرض. ونشر أيضا نشرة بعنوان عدم اتساق علم الفلك الحديث ومعارضته للكتابات المقدسة، جادل فيها بأن «الكتاب المقدس، وحواسنا، أيدا فكرة أن الأرض مسطحة وثابتة، ولا ينبغي وضع هذه الحقيقة الأساسية جانبا من أجل نظام قائم فقط على التخمين البشري».
اكتسب روبوثام وأتباعه مثل ويليام كاربنتر اهتمام الناس من خلال الاستخدام الناجح للعلوم الزائفة في المناقشات العامة مع كبار العلماء منهم ألفريد راسل والاس. خلق روبوثام جمعية زيتيتيك في انكلترا ونيويورك، وشحن أكثر من ألف نسخة من كتاب علم الفلك زيتيتيك.
بعد وفاة روبوثام، أنشأت السيدة إليزابيث بلونت جمعية زيتيتيك عالمية، وكان هدفها «نشر المعرفة الطبيعية المتعلقة بعلم أصل الكون الموافقة للكتاب المقدس، اعتمادا على التحقيق العلمي العملي». نشر المجتمع مجلة بعنوان، مراجعة الأرض ليست كروية، وظلت نشطة بشكل جيد إلى أوائل القرن 20th. مجلة الأرض الأرض مسطحة: مجلة شهرية للعلم والحواس، ونشرت بين 1901-1904، وتم تحريرها من قبل السيدة بلونت.

## جمعية الأرض المسطحة الدولية
في عام 1956، أنشأ صموئيل شينتون الجمعية الدولية للأرض المسطحة خلفا للجمعية العالمية زيتيتيك، حيث أدارها ك «أمين تنظيم» من منزله في دوفر بإنكلترا. وبالنظر إلى اهتمام شنتون بالعلوم والتكنولوجيا البديلة، كان التركيز على الحجج الدينية أقل مما كان عليه في مجتمع السلف. عندما أظهرت صور الأقمار الصناعية الأرض ككرة، علق شينتون قائلا: «من السهل أن نرى كيف أن صورة من هذا القبيل يمكن أن تخدع العين غير المدربة».
في عام 1969، أقنع شينتون إليس هيلمان، وهو محاضر بكلية الفنون التطبيقية في شرق لندن، بأن يصبح رئيسا لجمعية الأرض المسطحة. ولكن لم يبدي أي نشاط من جانبهِ حتى وفاة شنتون، حيث أضاف معظم مكتبة شنتون إلى أرشيف مؤسسة الخيال العلمي التي ساعد على تأسيسها.
توفي شنتون في عام 1971. ورث تشارلز ك. جونسون جزءا من مكتبة شنتون من زوجة شنتون، قام بدمج الجمعية الدولية لأبحاث الأرض المسطحة في أمريكا وكنيسة العهد في ولاية كاليفورنيا وأصبح رئيساً لهما. على مدى العقود الثلاثة الموالية، ولقد نمت جمعية الأرض المسطحة تحت قيادته، ليصل عدد أعضائها إلى 3500 عضوا.
أصدر جونسون العديد من المطبوعات وعالج جميع طلبات العضوية. وكان المنشور الأكثر شهرة فلات إيرث نيوز، عبارة عن مجلة فصلية، من أربع صفحات تابلويد. دفع جونسون هذه المطبوعات من خلال رسوم الأعضاء السنوية التي تكلف 6 دولارات إلى 10 دولارات خلال فترة قيادته. استندت معتقدات جونسون على الكتاب المقدس، ورأى أن العلماء يطلقون خدعة من شأنها أن تجعل العلم يحل محل الدين.
إن أحدث نموذج لكوكب الأرض من جمعية الأرض المسطحة هو أن البشرية تعيش على قرص، يقع القطب الشمالي في مركزه، ويحيط بحافتهِ الخارجية جدار جليدي عالي الأرتفاع ويبلغ ارتفاعه 45 متر (150 قدما)، يتمثل في القارة القطبية الجنوبية. الخريطة الناتجة تشبه رمز الأمم المتحدة، التي استخدمها جونسون كدليل على موقفه. في هذا النموذج، يبلغ قطر كل من الشمس والقمر 52 كم (32 ميلا).
عينت جمعية الأرض المسطحة مجموعة أعضاء من خلال التحدث ضد الحكومة الأمريكية وجميع وكالاتها، ولا سيما وكالة الناسا. وركزت الكثير من مؤلفات المجتمع في أيامها الأولى على تفسير الكتاب المقدس ليعني أن الأرض مسطحة، على الرغم من أنها حاولت تقديم تفسيرات علمية وأدلة.

### النقد والتراجع

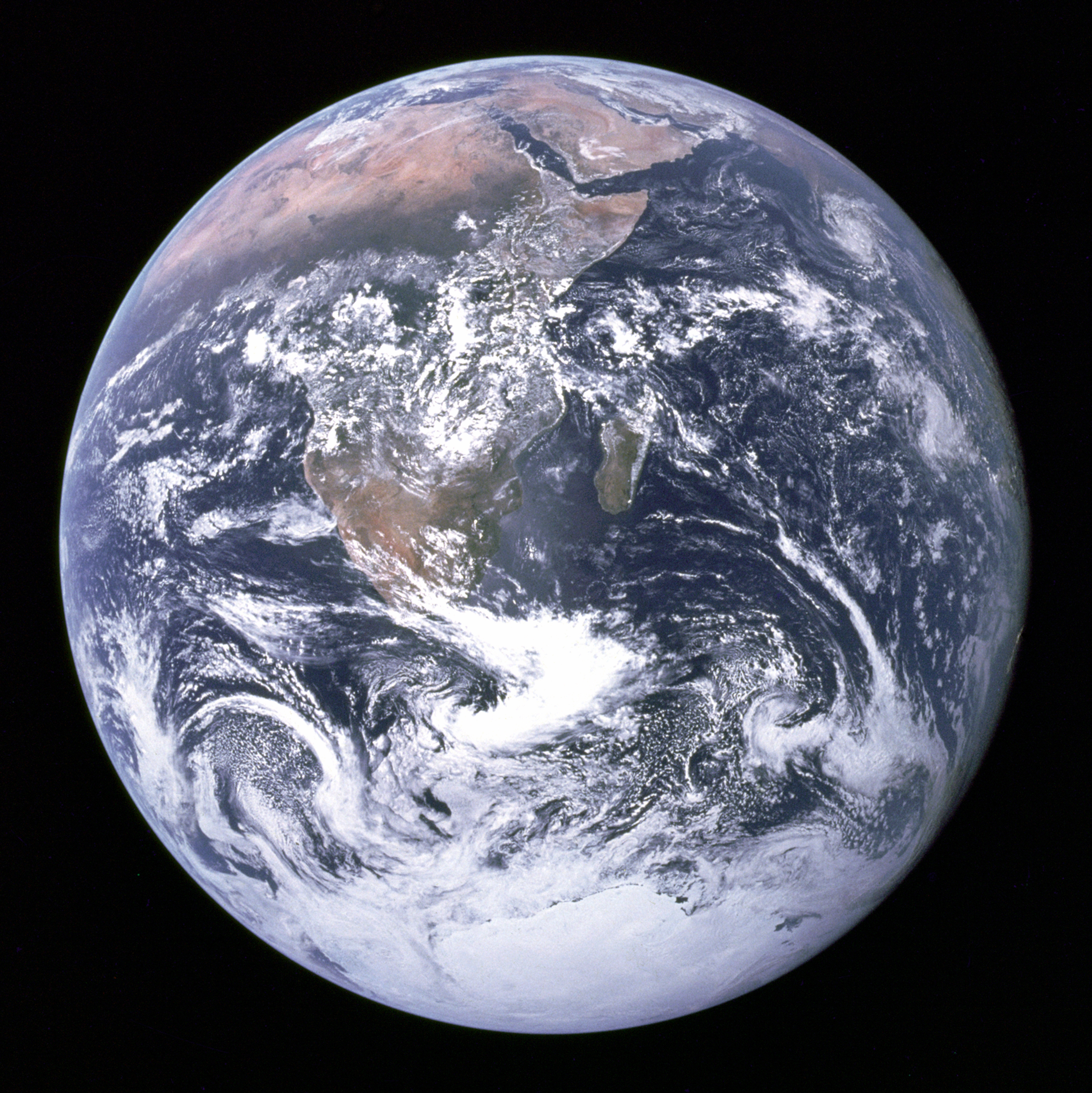
صورة من الأرض ألتقطت من مركبة أبولو 17 الفضائية

لقد انتقدت مجتمعات «الأرض المسطحة» منذ زمن طويل، بسبب الملاحظات العلمية التي دحضت الاعتقاد وقللت من مصداقيتها. وهذا يشمل الصور التي تبين الأرض ككرة.
وذكرت يوجيني سكوت المجموعة بأنها مثالا على «لاهوت متطرف بفهم حرفي للكتاب المقدس: الأرض مسطحة لأن الكتاب المقدس يقول أنها مسطحة، بغض النظر عن ما يخبرنا بهِ العلم».

ووفقا لتشارلز ك. جونسون ارتفع عدد أعضاء المجموعة إلى 3500 تحت قيادته، ولكن بدأت أعدادها في الانخفاض بعد حريق في منزل تشارلز ك. جونسون مما دمر جميع السجلات والاتصالات الخاصة لأعضاء الجمعية، في عام 1997. زوجة جونسون، التي ساعدته في إدارة قاعدة بيانات العضوية، توفيت بعد ذلك بوقت قصير. وتوفي جونسون أيضا في 19 مارس 2001.

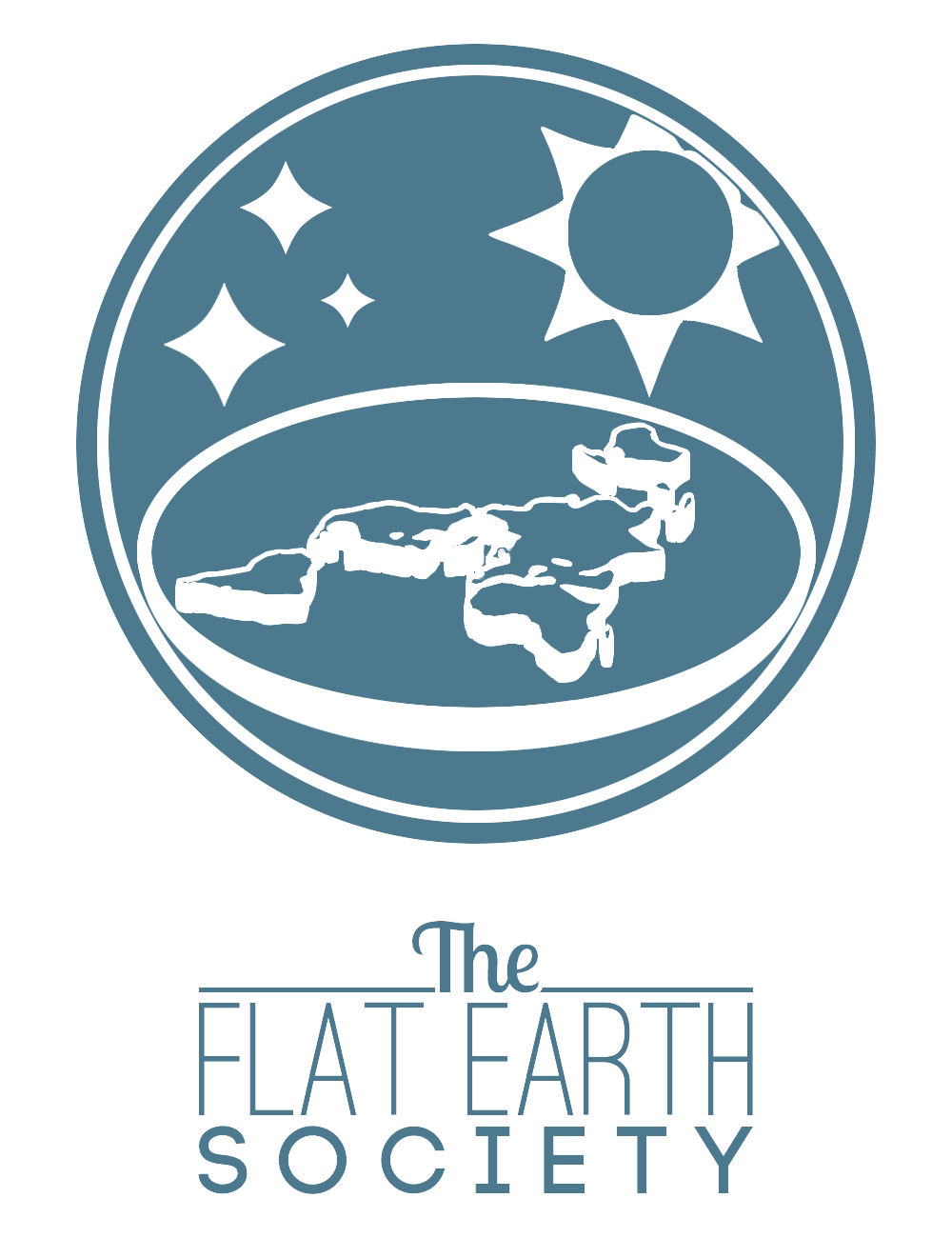
شعار جمعية الأرض المسطحة لعام 2013

### انطلاقة أخرى
في عام 2004، قام دانيال شينتون (لا علاقة له بصموئيل) بإحياء جمعية الأرض المسطحة، مستندا في ذلك إلى منتدى مناقشة على شبكة الإنترنت. وأدى ذلك في نهاية المطاف إلى إعادة إطلاق المجتمع رسميا في أكتوبر 2009، وإنشاء موقع جديد على شبكة الإنترنت، يضم مجموعة عامة من مؤلفات الأرض المسطحة وويكي. وعلاوة على ذلك، بدأ المجتمع في قبول أعضاء جدد لأول مرة منذ عام 2001، وأصبح الموسيقار توماس دولبي أول عضو ينضم إلى المجتمع المستأنف حديثا. اعتبارا من يوليو 2014، أصبح أكثر من 500 شخص من جميع أنحاء العالم أعضاء. في عام 2013، انفصل جزء من هذا المجتمع لتشكيل مجموعة جديدة على شبكة الإنترنت تضم أيضا منتدى وويكي.

## المجتمع الكندي
تأسست جمعية الأرض المسطحة الكندية في 8 نوفمبر 1970، من قبل الفيلسوف ليو فيراري، والكاتب ريموند فريزر والشاعر الدن نولان؛ وكانت نشطة حتى عام 1984. وتوجد محفوظاتهم في جامعة نيو برونزويك.
فبالنسبة لأنفسهم، فإن أهدافهم كانت مختلفة تماما عن مجتمعات الأرض المسطحة الأخرى. قالوا ان المشكلة السائدة في العصر التكنولوجى الجديد هي رغبة الناس في قبول النظريات "حول عقيدة عمياء ورفض دليل حواسهم الخاصة". وظهرت النية الساخرة للجمعية في كتابات فيراري، حيث عزا كل شيء من جنس إلى عدم مساواة وعنصرية إلى الكروية ونموذج الأرض الكروية. حتى فيراري ادعى أنه كاد أن يسقط من «حافة» الأرض بقمة بريمستون على جزيرة فوجو.
تمت مقابلة فيراري ك «خبير» في عام 1990 في الفيلم الوثائقي الساخر الأرض المسطحة، البحث عن الحافة من إنتاج فطيرة للإنتاج (كما هو الحال في عبارة «مسطحة كفطيرة»). في دليل الدراسة المصاحب، ظهر فيراري «ككروي»، وهو لفظ مناسب لشخص يعتقد أن الأرض كروية. الهدف الحقيقي للفيلم، الذي كان ممولا جزئيا من قبل مجلس الفنون أونتاريو ومجلس الأفلام الوطني في كندا، هو تعزيز التفكير النقدي لدى أطفال المدارس ومحو الأمية الإعلامية «من خلال [محاولة] الإثبات بطريقة مقنعة، أمرا يعرف الجميع بأنه كذب».

### إنطلاقة أخرى
أعادت فنانة الوسائط المتعددة كاي بيرنز إنشاء جمعية الأرض المسطحة في كندا مع أنا أخرى إيريس تايلور كرئيسة لها. أنشأ بيرنز ترخيصا بعنوان متحف الأرض المسطحة، والذي تضمن بعض التحف من مجموعة 1970. عرضت في عام 2016 في فلات إيرث أوتبوست كافيه في خليج شول، نيوفاوندلاند.

## في الثقافة الشعبية

إن أحدث نموذج عالمي لجمعية الأرض المسطحة، يقترح أن البشرية تعيش على قرص، يشبه علم الأمم المتحدة.

- رواية ريتشارد لوبوف سيركومبولار! (1984) تصف الأرض المسطحة، وبها ثقب في المركز بدلا من القطب الشمالي، ويحتوي الجانب السفلي على أراضي خيالية مثل أطلانطس وليموريا.[44]
- في عام 1984، أصدر الموسيقار الإنجليزي توماس دولبي ألبوم بعنوان ذي فلات إيرث the flat earth (الأرض المسطحة). أصبح هذا اسم نادي المعجبين ومنتديات الموقع اللاحقة. دانيال شينتون جعل هذا الألبوم كمقدمة له إلى النظرية، وقدم أول عضوية في المجتمع عندما أعيد فتحه. دولبي، لا شكَّ أنه غير مؤمن بها، إلا أنه قبل.[31]
- في عام 2013، أثناء مناقشة أهمية العمل على تغير المناخ، قال الرئيس باراك أوباما أنه لم يكن هناك وقت «للاجتماع مع مجتمع الأرض المسطحة» في إشارة إلى منكري تغير المناخ.[45]
- مغني الراب بي أو بي B.o.B ألف أغنية عن الموت. الخط المستوي "، الذي يدعي فيه أن الأرض مسطحة، ويروج لنظريات المؤامرة الأخرى،[46] وقدم، وقبل للانضمام إلى عضوية جمعية الأرض المسطحة.[47][48]
- أعرب كايري إيرفينغ عن اعتقاده بأن الأرض مسطحة على بودكاست في فبراير 2017.[49]
- في عام 2017، ادعى لاعب كرة السلة السابق شاكيل أونيل على البودكاست أن الأرض مسطحة.[50][51] وبعد بضعة أيام، ذكر أن هذه مزحة: «في هذا العالم الذي نعيش فيه، الناس يأخذون الأمور على محمل الجد».[52]
- ألعاب ستيف جاكسون أظهرت جمعية الأرض المسطحة في لعبة بطاقة المتنورين.

## العودة في عصر المشاهير ووسائل الاعلام الاجتماعية
في العصر الحديث، جعل توفر تكنولوجيا الاتصالات ووسائل الإعلام الاجتماعية مثل يوتيوب، والفيسبوك وتويتر من السهل على الأفراد، مشاهيرا كانوا أو لا، نشر آرائهم وجذب الآخرين إلى أفكارهم الخاصة. واحدة من الموضوعات التي أزدهرت في هذه البيئة هي أن الأرض مسطحة. اعتبارا من نوفمبر 2017، مجموعة الفيسبوك "Flat Earth - No Trolls" «الأرض المسطحة - لا لترولات» تتضمن ما يزيد عن 37000 عضو. ومن غير الواضح كم من المؤمنين فِعلًا بفرضية الأرض المسطحة وكم عدد المراقبين الفضوليين.
أدى كسوف الشمس في 21 أغسطس 2017 إلى ظهور العديد من مقاطع فيديو يوتيوب التي تقول على أن تفاصيل الكسوف تثبت أن الأرض مسطحة. أيضا في عام 2017، "العالم العلمي والتعليمي التونسي والعربي" شهد ملاحظة هامة عندما قدم طالب دكتوراه أطروحة "على أن الأرض مسطحة، وثابتة، وحديثة (عمرها 13500 سنة)، وأنها مركز
الكون".